# XXV Krajowy Festiwal Piosenki Polskiej w Opolu
XXV Jubileuszowy Krajowy Festiwal Piosenki Polskiej w Opolu 1988 odbył się w dniach 23-25 czerwca 1988 r.
W skład Rady programowo–Artystycznej XXV Krajowego Festiwalu Piosenki Polskiej weszli: Władysław Bartkiewicz, Janusz Kondratowicz, Antoni Kopff, Elżbieta Protakiewicz i Janusz Sławiński.
Odbyły się trzy koncerty konkursowe Premiery, Debiuty i Od Opola do Opola.
Obok nich szereg imprez towarzyszących: 
- Róbmy swoje czyli 25 lat pracy artystycznej Wojciecha Młynarskiego
- Pamiętajcie o ogrodach - koncert poświęcony pamięci zmarłego Jonasza Kofty
- Mrągowo w Opolu - Country po Polsku
- Jarocin w Opolu - Rock Opole
- Zaśpiewać w teatrze czyli wrocławskie gale
- Koncert gwiazd - Jubileuszowy koncert

Chcąc podkreślić jubileuszowy charakter XXV festiwalu dziennikarze postanowili przyznać swoją nagrodę tym wszystkim, którzy współtworzyli tradycję opolskiego śpiewania w ciągu ćwierćwiecza, a w 1988 byli reprezentowani przez: Danutę Rinn, Wojciecha Gąssowskiego, Lucjana Kydryńskiego, Bohdana Łazukę, Wojciecha Młynarskiego, uczestniczących zarówno w pierwszym jak i dwudziestym piątym Krajowym Festiwalu Piosenki Polskiej.

## KoncertOd Opola do Opola
1. Piotr Kuźniak - Słowa na wiatr
2. Tatiana Kauczor - Nieporadni
3. zespół Non Iron - Nie można mieć wszystkiego
4. Universe - Tacy byliśmy
5. Anna B. - Żywe maski
6. Jacek Mielcarek - Baby blue
7. Gayga - Graj, nie żałuj strun
8. Zbigniew Gniewaszewski - Twarz kaskadera
9. Babsztyl - Trochę wolniej
10. Jolanta Literska - Za pazuchą nieba skrawek
11. Wojciech Blond - Mylny sąd
12. Spektrum - Przetrwać
13. zespół Korba - Biały rower (3 miejsce)
14. Andrzej Zaucha - Byłaś serca biciem (wyróżnienie)
15. Halina Benedyk - Tańcz dla mnie, tańcz
16. Grupa pod Budą - Naftalinowy świat
17. Aleksandra Kisielewska - Oderwij się od ziemi
18. Felicjan Andrzejczak - Siedem nocy
19. Wiesława Sós - Jutro będę daleko
20. zespół Fatum - Mania szybkości
21. Anna Jurksztowicz - Stan pogody
22. Wojciech Gąssowski - Gdzie się podziały tamte prywatki (2 miejsce)
23. Danuta Błażejczyk - Concorde
24. Papa Dance - Nasz Disneyland (1 miejsce)

w () głosowanie publiczności

## KoncertPrzeboje gwiazd
Koncert „Przeboje gwiazd” inaugurujący festiwal odbył się 23 czerwca 1988 roku. 
1. Alibabki - Wiązanka przebojów
2. Kasia Sobczyk - O mnie się nie martw / Był taki ktoś
3. Skaldowie - Wiązanka przebojów
4. Krystyna Giżowska - Chociaż raz powiedz tak / Blue box
5. Marek Grechuta - Niepewność / Będziesz moją panią / Nie dokazuj
6. Krystyna Prońko - Niech moje serce kołysze Ciebie do snu / Tłukę odbicie w szkle
7. Alicja Majewska - Smutne do widzenia / W miłości słowa nic nie znaczą
8. Ireneusz Dudek - Wiązanka przebojów
9. Bogdan Łazuka - Dzisiaj, jutro, zawsze

## KoncertPamiętajcie o ogrodach
Koncert „Pamiętajcie o ogrodach” był drugą częścią koncertu „Przeboje gwiazd” i był poświęcony Jonaszowi Kofcie.
1. Alibabki - Kwiat jednej nocy
2. Maryla Rodowicz - Do łezki łezka
3. Aleksandra Kisielewska - Lubię smutek pustych plaż
4. Andrzej Zaucha - Wakacje z blondynką
5. Hanna Banaszak - Samba przed rozstaniem
6. Zdzisława Sośnicka i Zbigniew Wodecki - Z Tobą chcę oglądać świat
7. Wyk. zbiorowe - Radość o poranku
8. Jerzy Stuhr - Śpiewać każdy może
9. Bernard Ładysz - Bajkał
10. Bogusław Mec - Jej portret
11. Halina Frąckowiak - Jak pięknie by mogło być
12. K. Prońko, M. Jeżowska, P. Schulz - Czekamy na wyrok
13. Ryszard Rynkowski - To ziemia
14. Wyk. zbiorowe - Pamiętajcie o ogrodach

## KoncertPremiery
Koncert konkursowy „Premiery” odbył się 25 czerwca 1988 roku
1. Tatiana Kauczor - Zagrajmy jeszcze raz
2. Andrzej Rybiński - Komiksowe niebo
3. Beata Molak - To wina Ewy
4. Papa Dance - Nietykalni
5. Luiza Staniec - Inny dla innej
6. Kabaret OT.TO - Śliczna, higieniczna
7. Anna B. - Człowiek za burtą
8. Jerzy Różycki - Jak łatwo zapomnieć
9. Salwator - Moja kobieta jest moja
10. Piotr Sawicki - Zgięci w pół (3. miejsce)
11. Majka Jeżowska - Edek (1. miejsce)
12. Grupa pod Budą - Dla chłopaków z budowy
13. Anna Jurksztowicz - Będzie tak jak jest (2. miejsce)
14. Wiesława Sós - Mój ty królewiczu
15. Krzysztof Antkowiak - Zakazany owoc (wyróżnienie)

Po części konkursowej wystąpiła Hana Zagorova, uhonorowana „Kryształowym Kamertonem” - Kosty jsou vrženy / Złoty pierścionek / Karuzela

## KoncertDebiuty
Koncert „Debiuty” odbył się 24 czerwca 1988 roku.
1. Kryterium - Maszyny strachu
2. Grażyna Dorosz - Wszystko już tak zostanie
3. Tadeusz Krok - Podanie do ciała
4. Traks - Wiej nam wietrze (wyróżnienie)
5. Justyna Banaszak - Z tobą pod wiatr
6. Yanko - Taki sobie człowiek
7. Katarzyna Ulicka - Jak lądy dwa
8. John Paluszkin - Jestem kanibalem
9. Ilicz - Valerie
10. Kabaret Fajf
11. Kaszmir - Nie powiedziała nic (wyróżnienie)
12. Jacek Ziobro - Miłość od pierwszego wejrzenia
13. Ewa Otręba - Nadziejo (nagroda im. Karola Musioła)
14. Heaven Blues - Nie tak
15. Joanna Jagła (Dark) - Gram o wszystko (Miss Fotoreporterów)
16. Ira - Zostań tu (wyróżnienie)

## KoncertRóbmy swoje
Koncert jubileuszowy 25-lecia pracy artystycznej Wojciecha Młynarskiego „Róbmy swoje” odbył się 25 czerwca 1988 roku.
1. Wojciech Młynarski - Niedziela na głównym / Jesteśmy na wczasach / Ballada o dwóch koniach / Moje ulubione drzewo / Róbmy swoje
2. Kalina Jędrusik - Z kim tak Ci będzie źle jak ze mną?
3. Danuta Błażejczyk - Jesienny pan / Taki cud i miód
4. Wiesław Gołas - W co się bawić / Tupot białych mew / W Polskę idziemy / Sufler - poliglota
5. Edward Dziewoński - Przyjdzie walec i wyrówna / Co by tu jeszcze spieprzyć, panowie?
6. Wiesław Michnikowski - Mężczyzna na kryzys / Mija mi
7. Halina Frąckowiak i Wojciech Młynarski - Czekam tu
8. Skaldowie - Ty (Byłaś, jesteś, będziesz) / Prześliczna wiolonczelistka
9. Halina Kunicka - Spóźniłam się na swój ślub / Zabłyśnie dzień
10. Bogusław Mec - Z wielkiej nieśmiałości
11. Grażyna Łobaszewska - Wieczór bez okazji
12. Andrzej Zaucha - Bądź moim natchnieniem
13. Krystyna Prońko - Poranne łzy
14. Wojciech Młynarski - Jesteśmy na wczasach
15. Danuta Rinn - Ja się nie przyzwyczaję / Jak artyści szli do nieba
16. Hanna Banaszak - Tak bym chciała kochać już / Spalona ziemia
17. Zbigniew Wodecki - Lubię wracać tam gdzie byłem już
18. Alicja Majewska - Jeszcze się tam żagiel bieli / Odkryjemy miłość nieznaną
19. Marian Opania - Cukierki
20. Michał Bajor - Ogrzej mnie / Naszych matek maleńkie mieszkania
21. Urszula Sipińska - Cudownych rodziców mam
22. Ewa Bem - Moje serce to jest muzyk / Gram o wszystko
23. Spektrum - Ptasi raj